# Mandril rýholící
Mandril rýholící (Mandrillus sphinx) je opice z čeledi kočkodanovití.

## Popis
Dospělí samci jsou typičtí vybarvením. Obličej a sedací mozoly mají výrazně modré, červené a fialové zbarvení. To slouží v pralese jako signál pro ostatní členy tlupy. Samec má také dlouhé, silné špičáky. Samice a mláďata mandrila jsou mnohem nenápadnější než vzrostlí samci. Mladí mandrilové obojího pohlaví mají stejné zbarvení jako samice. Samci dosáhnou svého úplného vybarvení teprve v pěti až šesti letech, až když jsou pohlavně dospělí.

### Tělesné rozměry
- Velikost: délka těla 70–95 cm
- Délka ocasu: 7–19 cm
- Hmotnost: samci až 20–30 kg, samice 10–15 kg

### Rozmnožování
- Pohlavní dospělost: ve 4 letech
- Období páření: samice jsou plodné každých 33 dnů
- Délka březosti: 25 týdnů
- Počet mláďat: 1

### Způsob života
- Chování: společenské, aktivní ve dne

- Hlasové projevy: 3 různé druhy křiku
- Potrava: rostliny, plody, kořínky, semena, hmyz a drobní savci
- Délka života: v zajetí až 46 let

### Zeměpisné rozšíření
V zalesněných oblastech středozápadní Afriky, v jižním Kamerunu, Gabonu a v Kongu.

## Chování a strava
Mandril obývá oblasti Kamerunu, Konga, Rovníkové Guineje a Gabonu. Jeho biotopem jsou tropické deštné pralesy, ale i zalesněné okraje savan, pobřežní lesy a v období sucha také kultivované plantáže (melounové, maniokové, banánové a s muškátovými oříšky). Pohybuje se převážně po zemi, dokáže ale i přeskakovat ze stromu na strom ve výšce 2–5 m. Každou noc si mandrilové vyhledávají nové stanoviště ke spánku, přičemž členové jedné skupiny nikdy nespí na jednom stromě. Na rozdíl od jiných opic nemají přes den vyčleněný čas na odpočinek, více než polovinu dne stráví hledáním potravy.
Živí se rostlinnou i živočišnou potravou. Z rostlinné převažují plody, ale také listy, semena, ořechy, výhonky, manioky nebo plody olejníku. Z živočišné potravy převažují bezobratlí, ryby a krabi. Pojídá také ptáky a jejich vejce.
Mandril je aktivní přes den, kdy putuje napříč pralesem, není teritoriální. Skupina, vedená jedním dominantním samcem, čítá 15–95 členů, spatřeny byly i skupiny o 150 jedincích. Malé skupiny se v hlavní plodové sezoně seskupují až do velikosti nad 250 jedinců. Nepřátele zastrašují zíváním a škubáním hlavou s hlasitým podupáváním nebo naopak kamennou tváří.
Přirozenými nepřáteli mandrila jsou levharti, šimpanzi a hadi.

## Rozmnožování
V každé skupině si nejvýše postavený samec vytváří svůj "harém" se samicemi. Páří se se všemi samicemi, pokud jsou k tomu připravené. To je patrné podle zřetelného zduření okolí ocasu samice. Období rozmnožování trvá od července do října. Intervaly mezi porody se pohybují od 184 do 1159 dnů, průměrně 405 dnů . Březost trvá 168 až 176 dní, poté se rodí jedno mládě. To matka nosí nejprve na břiše, později na zádech. Od matky, která je neustále nosí s sebou, přitisknuté na prsou, saje mateřské mléko. Mládě začíná pozvolna poznávat své okolí a seznamuje se s ostatními členy tlupy, začíná si s nimi hrát. Samečci jsou nejprve zbarveni tmavě, a teprve když pohlavně dospějí, získají šarlatově červené a fialové zbarvení. Samičky mandrila mohou zůstat v tlupě, kde se narodily, samečci ji v dospělosti opouštějí. Samice, které jsou v říjí, mají zvláštní postavení v tlupě a doprovázejí dospělé samce.

## Umělý chov
V České republice je chován v ZOO Ústí nad Labem a v ZOO Ostrava. V budoucnu by se měl objevit v ZOO Zlín v chystaném projektu Karibuni. Na Slovensku je chován v ZOO Spišská Nová Ves.

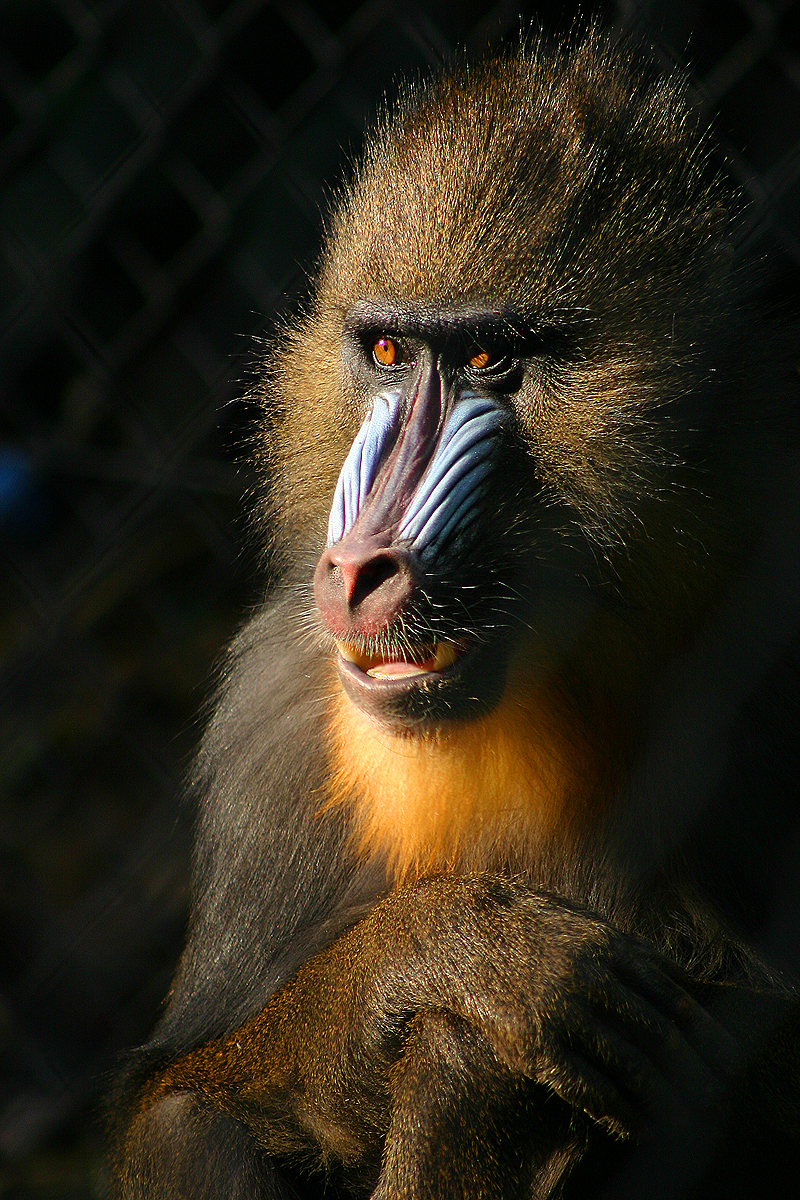
Mandril rýholící
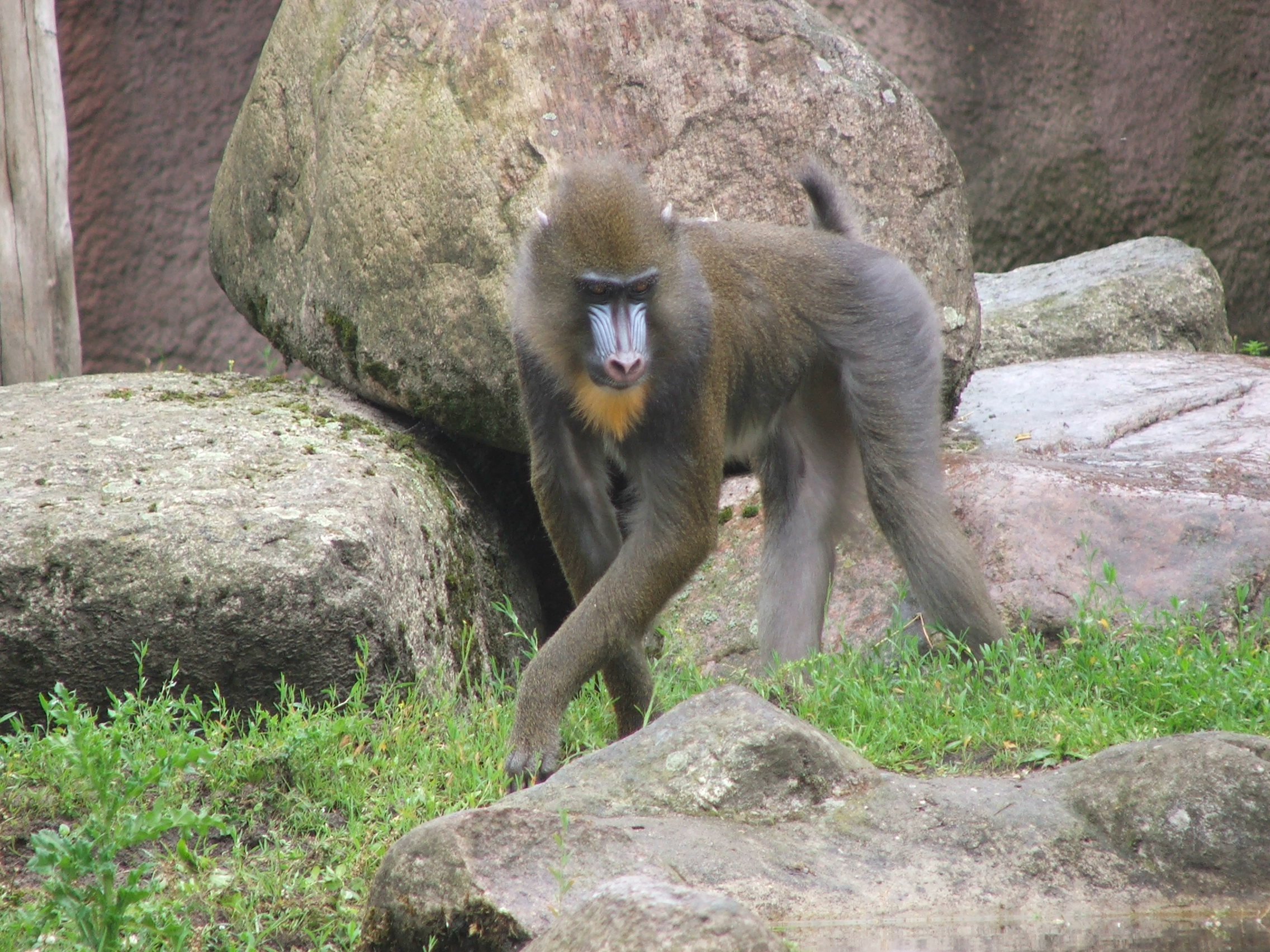
Mandrillus sphinx v ZOO v Ueckermünde
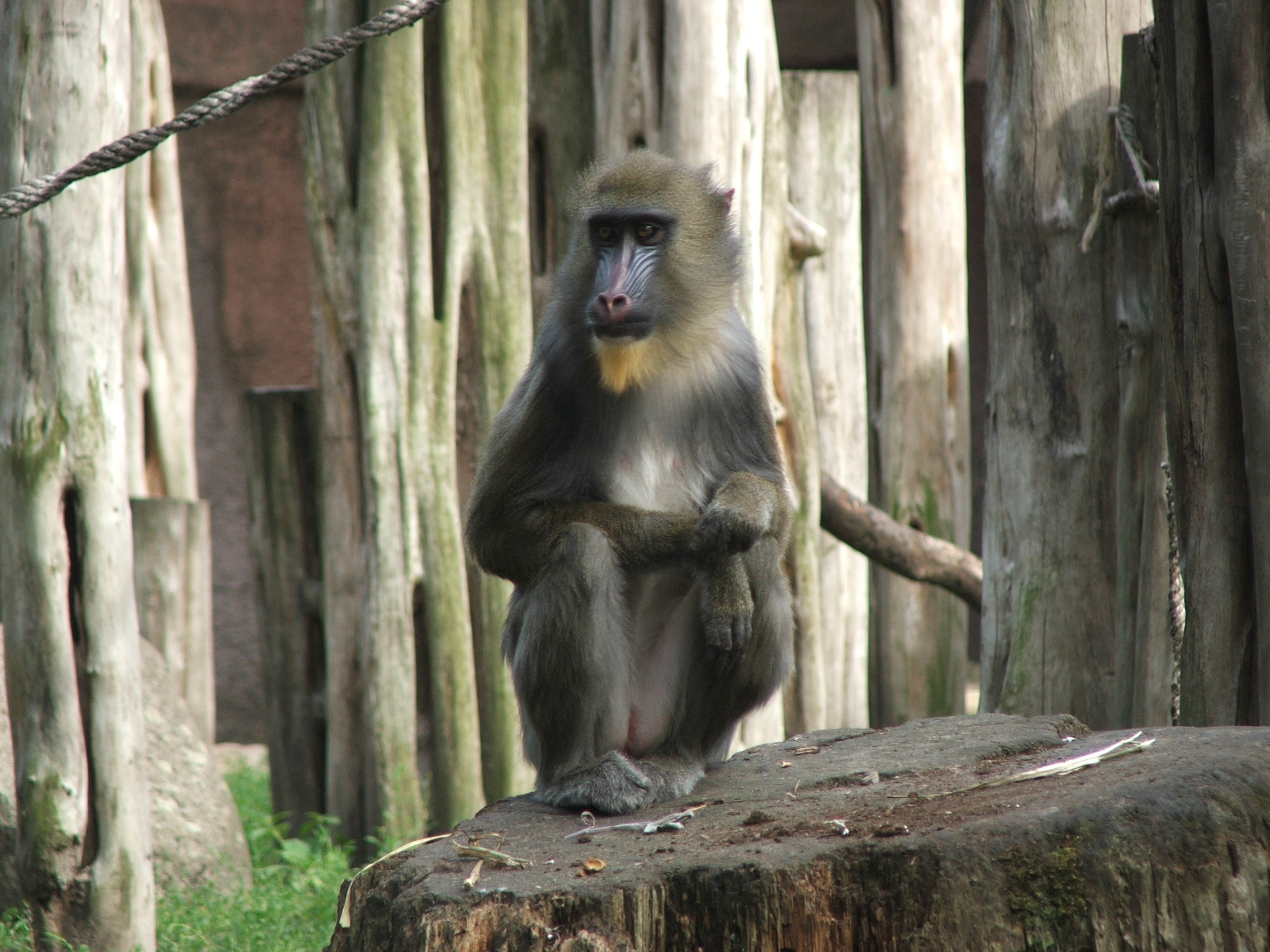
Mandrillus sphinx
Mandril lebka, samec.